# Egbert Hoyer von der Asseburg

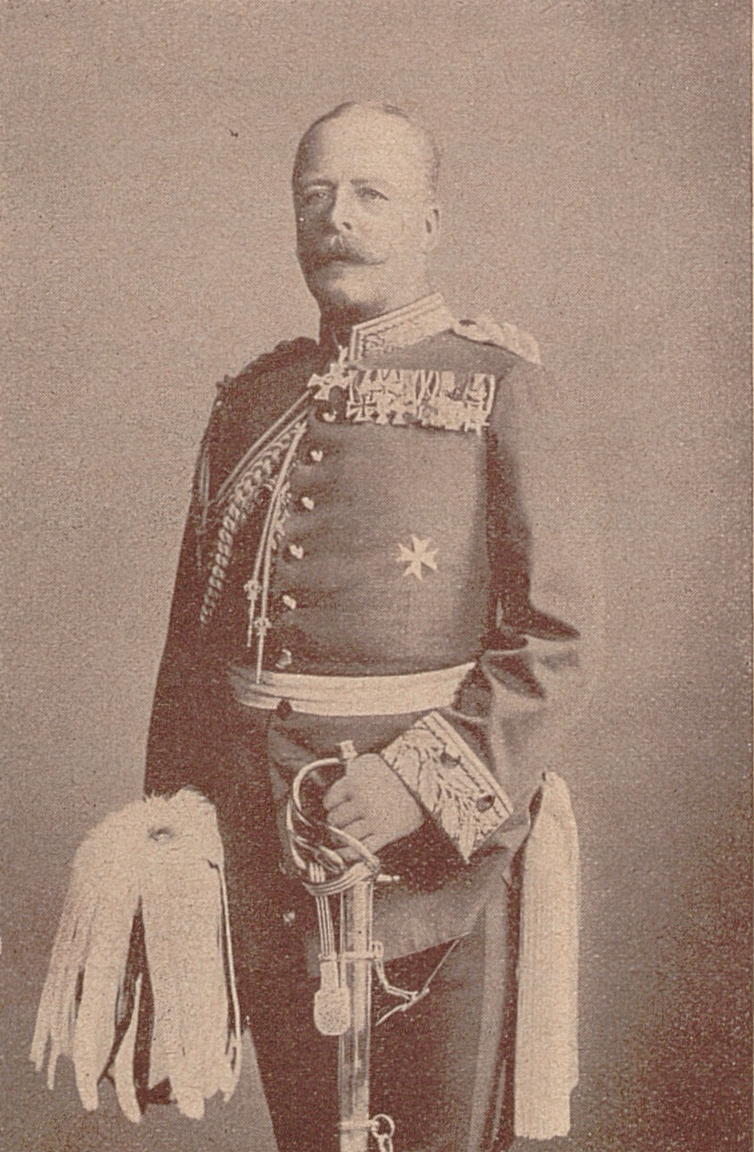
Egbert Hoyer von der Asseburg

Egbert Hoyer Graf von der Asseburg (* 1. Januar 1847 in Meisdorf; † 31. März 1909 in Berlin) war preußischer Generalleutnant und Sportfunktionär.

## Herkunft
Seine Eltern waren Ludwig von der Asseburg (1796–1869) und dessen fünfte Ehefrau Adelheid von Fürstenstein (1816–1900). Am 10. Januar 1881 wurde ihm als Freiherr persönlich der preußische Grafentitel von der Asseburg verliehen, der seit 1840 nur nach dem Recht der Erstgeburt an die Familie verliehen war.

## Leben
Asseburg absolvierte eine Militärkarriere in der Preußischen Armee. Er diente im Regiment der Gardes du Corps und nahm 1870/71 am Krieg gegen Frankreich teil. Dabei wurde er mit dem Eisernen Kreuz II. Klasse ausgezeichnet. Einige Jahre später, 1879, heiratete Asseburg auf Schloss Golßen Marie-Agnes Gräfin zu Solms-Baruth (1856–1941), Tochter des Friedrich Fürst zu Solms-Baruth und der Rosa Gräfin Teleki von Szék. Das Ehepaar hatte keine Nachfahren.
Asseburg war vom 20. Mai 1893 bis zum 17. August 1897 Kommandeur des Kürassier-Regiments „Kaiser Nikolaus I. von Russland“ (Brandenburgisches) Nr. 6. Anschließend kommandierte er die 1. Garde-Kavallerie-Brigade in Berlin und wurde am 22. April 1902 als Generalleutnant mit der gesetzlichen Pension zur Disposition gestellt.

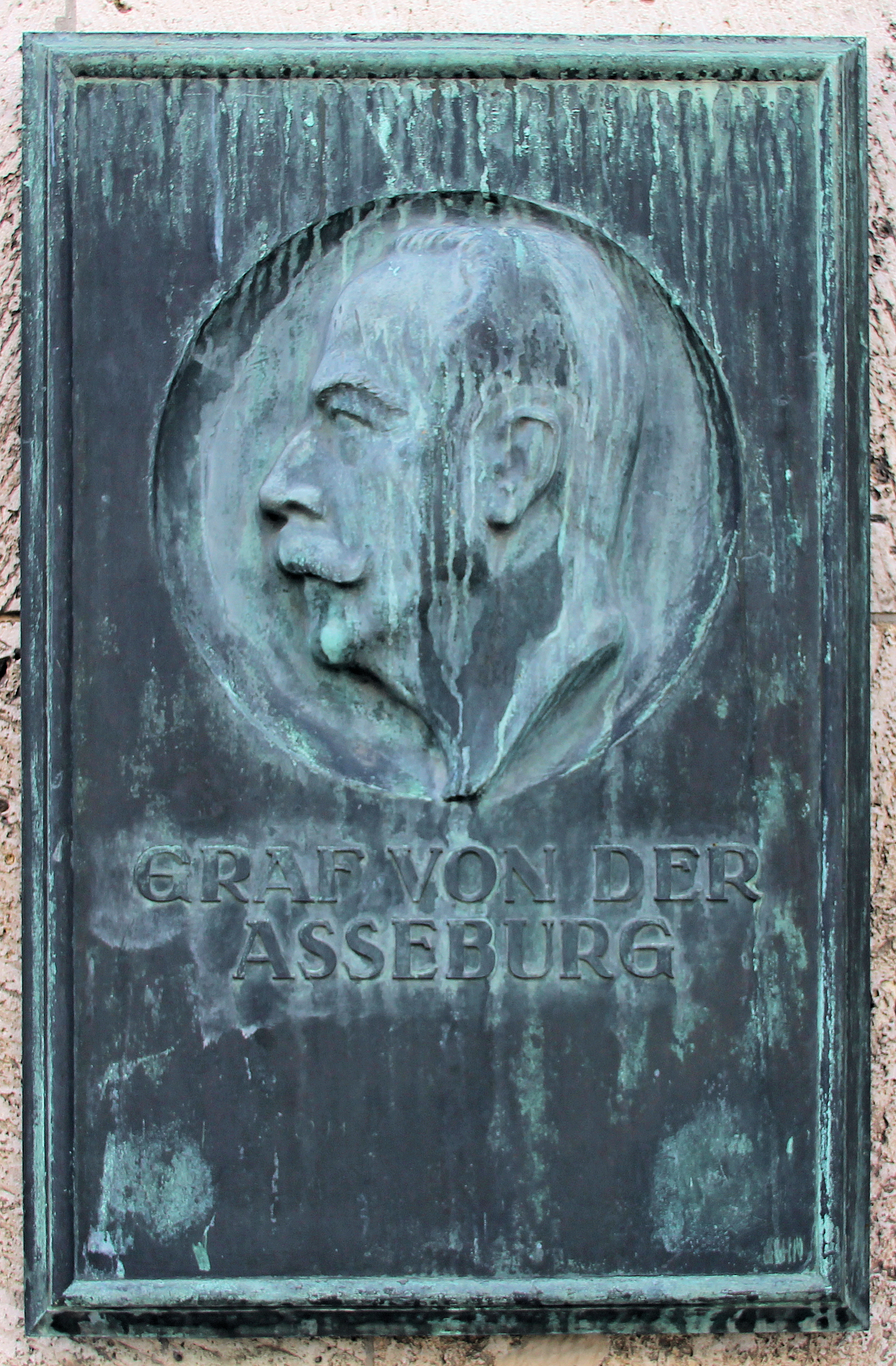
Gedenktafel für von der Asseburg von Ernst Gorsemann am Olympiastadion Berlin.

Asseburg galt als dem Kaiser nahestehend. Er war von 1905 Vizepräsident und von 1906 bis 1909 Präsident des Deutschen Reichsausschusses für Olympische Spiele (DRAfOS). Zugleich war er von 1905 bis zu seinem Tode Mitglied des Internationalen Olympischen Komitees (IOC). Er begleitete die deutschen Olympiamannschaften 1906 nach Athen und 1908 nach London. Asseburg erwarb sich um die deutsche Sportbewegung große Verdienste. Er gilt als einer der Begründer des Deutschen Stadions im Grunewald, in dem die Olympischen Spiele 1916 hätten durchgeführt werden sollen. Er bereitete die IOC-Session 1909 in Berlin vor, verstarb jedoch kurz zuvor, sodass sie von Julius Caesar Karl Oskar Erdmann von Wartensleben-Carow durchgeführt wurde, der die Vergabe der Olympischen Spiele von 1912 an Stockholm und 1916 an Berlin einfädelte. Eine Gedenktafel für von der Asseburg, die nach dem Ersten Weltkrieg im Deutschen Stadion angebracht wurde, hängt heute am Olympiastadion Berlin. Er war der Herausgeber einer dreibändigen Quellensammlung derer von der Asseburg.
Beigesetzt wurde er im Asseburg'schen Erbbegräbnis in Meisdorf.
Seine Witwe heiratete in zweiter Ehe 1911 zu Berlin Franz Prinz von Ratibor und Corvey, Prinz zu Hohenlohe-Schillingsfürst, Sohn des Victor I. von Ratibor.

## Werke
- Asseburger Urkundenbuch. Urkunden und Regesten zur Geschichte des Geschlechtes Wolfenbüttel-Asseburg und seiner Besitzungen. Th. 1: Bis zum Jahre 1300. Mit Stammtafel und Siegelabbildungen.Hahn, Hannover 1876. Digitalisat; Th. 2: Bis zum Jahre 1400. Hahn, Hannover 1887. Digitalisat; Th. 3: Bis zum Jahre 1500.; Digitalisat; Fortsetzung Max Trippenbach: Assenburger Familiengeschichte, Hahn, Hannover 1915. Digitalisat